# 桜庭統
桜庭 統（さくらば もとい、1965年8月5日 - ）は、日本の男性作曲家、キーボーディスト。秋田県出身。

## 経歴
秋田県立秋田南高等学校卒。明治大学在学中、プログレッシブ・ロックバンド「DEJA-VU」を結成。メンバーは桜庭統（キーボード）、長妻撤哉（ベース・ボーカル）、工藤元太（ドラム）。1988年に『Baroque In The Future』をリリースするも、 11月に長妻撤哉が就職のため脱退。一時的に活動停止後、 翌年に「アウターリミッツ」の上野知己（ボーカル）、明治大学の後輩である井下憲（ベース）が加わったが、翌年10月のライブを最後に解散。バンド解散後はキーボーディストとしていくつかのアルバムにも参加している。
1989年頃からウルフ・チームにサウンドスタッフとして入社。ゲーム音楽などを作り始め、1991年にはソロアルバム『戯曲音創（ぎきょくおんそう）』をリリース。
バンド活動からは遠ざかっていたが、2003年7月19日に「桜庭統ライブコンサート スターオーシャン&ヴァルキリープロファイル」がZepp Tokyoで開催され、桜庭にとっては実に8年ぶりのライブとなった。このとき競演した長谷川淳、中村俊彦とは、続く2004年・2006年のライブでも共に活動している。
2010年6月19日・20日には東京・国立代々木競技場第一体育館で行われたライブイベント、Sound Horizon「国王生誕祭休日スペシャル2010」にキーボーディストとして参加し、シングル『イドへ至る森へ至るイド』にも参加。その後はSound Horizonの別名義であるLinked Horizonや主宰のRevo関連の楽曲・コンサートなどにもキーボーディストとして参加している。

## ディスコグラフィ
ソロアルバム
- 戯曲音創（1991年）
- Forest of glass（2008年）
- After all...（2011年）
- What's up?（2013年）
- Passage（2013年）

DVD
- 桜庭統ライブコンサート スターオーシャン＆ヴァルキリープロファイル（2003年）

## 作曲・楽曲提供

### ゲームミュージック
1989年
- 斬 〜陽炎の時代〜
- アークスII
- あーくしゅ

1990年
- グラナダ
- 斬 〜夜叉円舞曲〜
- D〜欧州蜃気楼〜
- Ryu ｢哭きの竜｣より
- FZ戦記アクシス
- ソルフィース
- スパン・オブ・ドリーム ※サポート

1991年
- 大東亜黙示録 轟
- アークスオデッセイ
- クリスタルチェイサー〜天空の魔晶球〜
- エル・ヴィエント
- アークスIII
- 斬II 〜陽炎の時代〜
- Niko2
- 新撰組 〜幕末幻視行〜
- 天舞 〜三國志正史〜
- アーネスト・エバンス

1992年
- 精霊神世紀フェイエリア
- SUZAKU
- アイルロード
- 轟II
- 緋王伝
- Apros 〜大地の章・風の探求者編〜
- ロードブラスターFX
- タイムギャル(メガCD版エンディング曲)
- ダイヤモンドプレイヤーズ

1993年
- アネット再び
- D-1 DEVASTATOR
- アークスI・II・III
- 緋王伝II
- 斬III 〜天運我に有り〜
- エースをねらえ！

1994年
- 天使の詩 〜白き翼の祈り〜
- ザ・グレイル・ハンター
- 仮面ライダーZO
- コズミック・ファンタジー4 銀河少年伝説突入編 伝説へのプレリュード
- コズミック・ファンタジー4 銀河少年伝説激闘編 光の宇宙（うみ）の中で…

1995年
- 東京トワイライト・バスターズ
- ビヨンド ザ ビヨンド 〜遥かなるカナーンへ〜
- テイルズ オブ ファンタジア

1996年
- スターオーシャン
- シャイニング・ザ・ホーリィアーク

1997年
- みんなのGOLF
- シャイニング・フォースIII
- テイルズ オブ デスティニー

1998年
- スターオーシャン セカンドストーリー

1999年
- マリオゴルフ64
- サイバネティックエンパイア
- マリオゴルフGB
- ヴァルキリープロファイル

2000年
- マリオテニス64
- マリオテニスGB
- テイルズ オブ ファンタジア なりきりダンジョン
- テイルズ オブ エターニア

2001年
- スターオーシャン ブルースフィア
- モバイルゴルフ
- 黄金の太陽〜開かれし封印

2002年
- 黄金の太陽〜失われし時代
- テイルズ オブ デスティニー2

2003年
- スターオーシャン Till the End of Time
- テイルズ オブ シンフォニア
- マリオゴルフ ファミリーツアー
- バテン・カイトス 終わらない翼と失われた海

2004年
- スターオーシャン Till the End of Time ディレクターズカット
- マリオゴルフGBAツアー
- マリオテニスGC
- テイルズ オブ リバース

2005年
- デュエル・マスターズ 〜邪封超龍転生〜
- マリオテニスアドバンス
- テイルズ オブ ジ アビス

2006年
- バテン・カイトスII 始まりの翼と神々の嗣子
- ヴァルキリープロファイル2 シルメリア
- テイルズ オブ ザ テンペスト
- 転生學園月光録

2007年
- トラスティベル 〜ショパンの夢〜
- スターオーシャン1 First Departure
- 昆虫ウォーズ
- WE LOVE GOLF!

2008年
- 大乱闘スマッシュブラザーズX ※一部楽曲の編曲
- テイルズ オブ デスティニー ディレクターズカット
- スターオーシャン2 Second Evolution
- テイルズ オブ シンフォニア -ラタトスクの騎士-
- テイルズ オブ ヴェスペリア
- インフィニット アンディスカバリー
- トラスティベル 〜ショパンの夢〜 ルプリーズ
- ヴァルキリープロファイル 咎を背負う者
- オトメディウスG
- テイルズ オブ ハーツ ※中村和宏と共同

2009年
- テイルズ オブ ザ ワールド レディアント マイソロジー2 ※一部担当
- スターオーシャン4 -THE LAST HOPE-
- 勇者30 ※一部担当
- ヴァルハラナイツ エルダールサーガ
- テイルズ オブ グレイセス

2010年
- エンド オブ エタニティ ※田中公平と共同
- スターオーシャン4 -THE LAST HOPE- インターナショナル
- テイルズ オブ ファンタジア なりきりダンジョンX
- 黄金の太陽 漆黒なる夜明け
- テイルズ オブ グレイセス エフ

2011年
- テイルズ オブ ザ ワールド レディアント マイソロジー3 ※一部担当
- テイルズ オブ エクシリア
- DARK SOULS
- 勇者30 SECOND ※一部担当

2012年
- GuitarFreaks XG3 & DrumMania XG3 - 楽曲名「Hard distance」ゲーム機上での登場は同年4月18日から
- ラビリンスの彼方
- 新・光神話 パルテナの鏡 ※一部担当
- マリオテニス オープン
- 重鉄騎 ※一部担当
- テイルズ オブ エクシリア2

2013年
- 神界のヴァルキリー
- テイルズ オブ ハーツR ※中村和宏と共同
- ヴァルハラナイツ3
- GITADORA - 楽曲名「Crazy Blooms」

2014年
- DARK SOULS II
- マリオゴルフ ワールドツアー
- ファンタシースター ノヴァ
- GITADORA OverDrive - 楽曲名「Quarrel and Harmony」ゲーム機上での登場は同年6月11日から
- 大乱闘スマッシュブラザーズ for Nintendo 3DS / Wii U ※一部楽曲の編曲
- SKYLOCK - 神々と運命の五つ子
- デート・ア・ライブ或守インストール　※エンディングテーマ

2015年
- テイルズ オブ ゼスティリア ※椎名豪と共同
- イグジストアーカイヴ
- マリオテニス ウルトラスマッシュ
- ゴッドクロニクル

2016年
- DARK SOULS III
- スターオーシャン5 -Integrity and Faithlessness-
- テイルズ オブ ベルセリア
- ヴァルキリーアナトミア
- ドラゴンボール ゼノバース2※一部担当
- スターオーシャン:アナムネシス

2017年
- マリオスポーツ スーパースターズ

2018年
- 銀魂乱舞
- マリオテニス エース
- 竜星のヴァルニール
- 大乱闘スマッシュブラザーズ SPECIAL ※一部楽曲の編曲

2020年
- アナザーエデン 時空を超える猫 ※テイルズコラボ第一弾

2021年
- テイルズ オブ アライズ

2022年
- COGEN: 大鳥こはくと刻の剣
- スターオーシャン6 THE DIVINE FORCE
- ヴァルキリーエリュシオン
- アナザーエデン 時空を超える猫 ※テイルズコラボ第二弾

2023年
- バテン・カイトス I&II HD Remaster
- リアセカイ

2024年
- 百英雄伝

### テレビアニメ
- 幻想魔伝 最遊記（2000年）
- スターオーシャンEX（2001年）
- あたしンち（2002年）
- ヴァイスクロイツ グリーエン（2002年）
- ウミガメと少年（2002年）
- 冒険遊記プラスターワールド（2003年）
- テイルズ オブ ジ アビス（2008年）
- テイルズ オブ ゼスティリア 〜導師の夜明け〜（2014年）
- テイルズ オブ ゼスティリア ザ クロス（2016年）

### テレビドラマ
- オマタかおる（1997年）
- ギャルボーイ！（1997年）
- お天気お姉さん（1997年）
- お天気お姉さん2 リョーコPuriPuri（1997年）
- 透明少女エア（1998年）
- サイバー美少女テロメア（1998年）
- 千年王国III銃士ヴァニーナイツ（1999年）
- 六本木キャバクラ天使（1999年）

### CD
音楽CD
- THE IDOLM@STER RADIO VOCAL MASTER（2008年）

ドラマCD
- World's end
  - DRAMATIC CD World's end I（2002年）
  - DRAMATIC CD World's end II（2003年）

### OVA
- Blue Remains -ブルーリメイン-（2001年）

## ゲスト参加
- 霜月はるか†Revo（Sound Horizon)
  - 『霧の向こうに繋がる世界』 (2006年)　- キーボード奏者として参加
- Sound Horizon
  - ライブイベント「国王生誕祭休日スペシャル2010」（2010年6月19日・20日、国立代々木競技場） - キーボード奏者として参加
  - 『イドへ至る森へ至るイド』（2010年） - キーボード奏者として参加（PV及びコンサートには未出演）
- Linked Horizon
  - 『ブレイブリーデフォルト』 - 「戦いの果てに」のキーボード奏者として参加
  - 『ルクセンダルク小紀行』 - 「戦いの果てに [Long Version] 」のキーボード奏者として参加（初回限定盤にのみ収録）
  - コンサート「Revo Linked BRAVELY DEFAULT Concert」（2012年11月25日、横浜アリーナ） - キーボード奏者として参加
  - 『ルクセンダルク紀行』（2013年3月20日） - 上記コンサートのDVD & Blu-ray版